# Matthias Stoltenberg
Matthias Stoltenberg, né le 21 août 1799 à Tønsberg et décédé le 2 novembre 1871 à Vang (Hamar), est un peintre norvégien et ébéniste sourd du XIXe siècle.

## Biographie

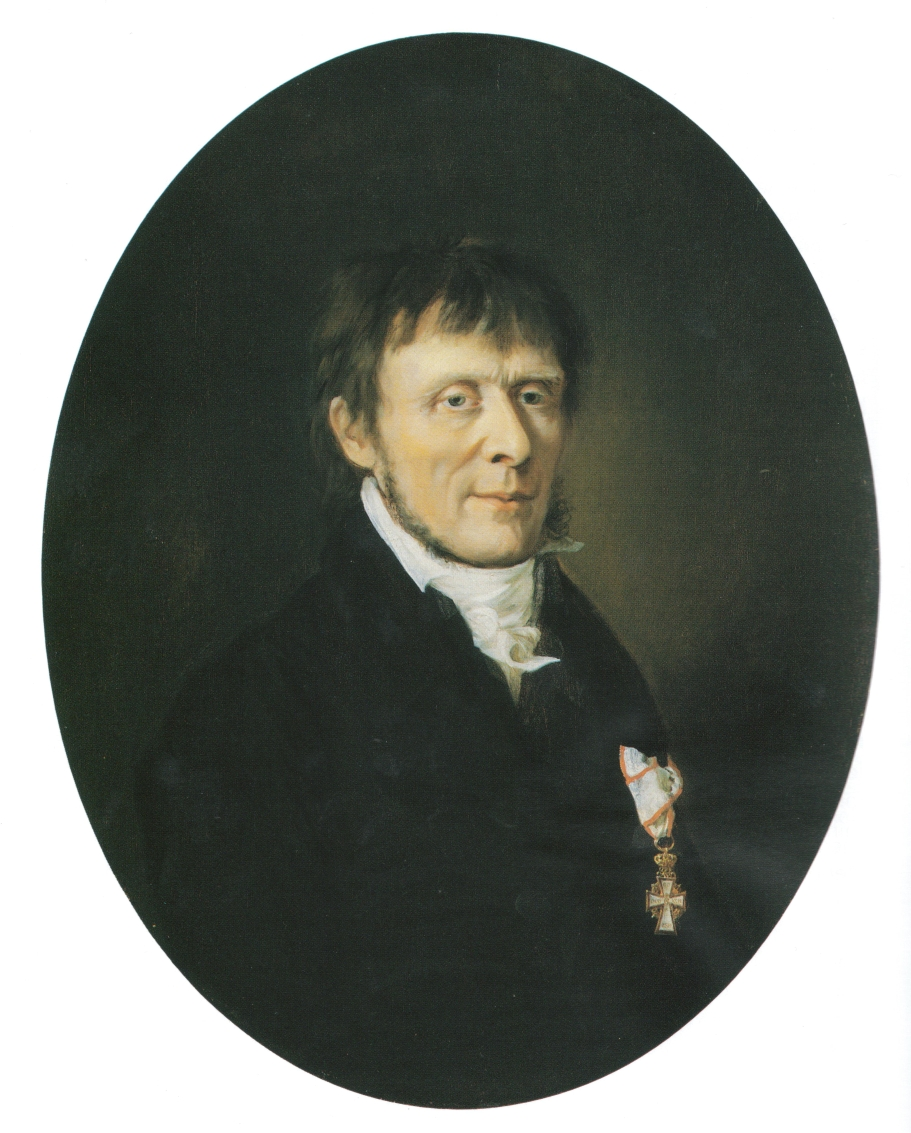
Le père du Matthias en 1820

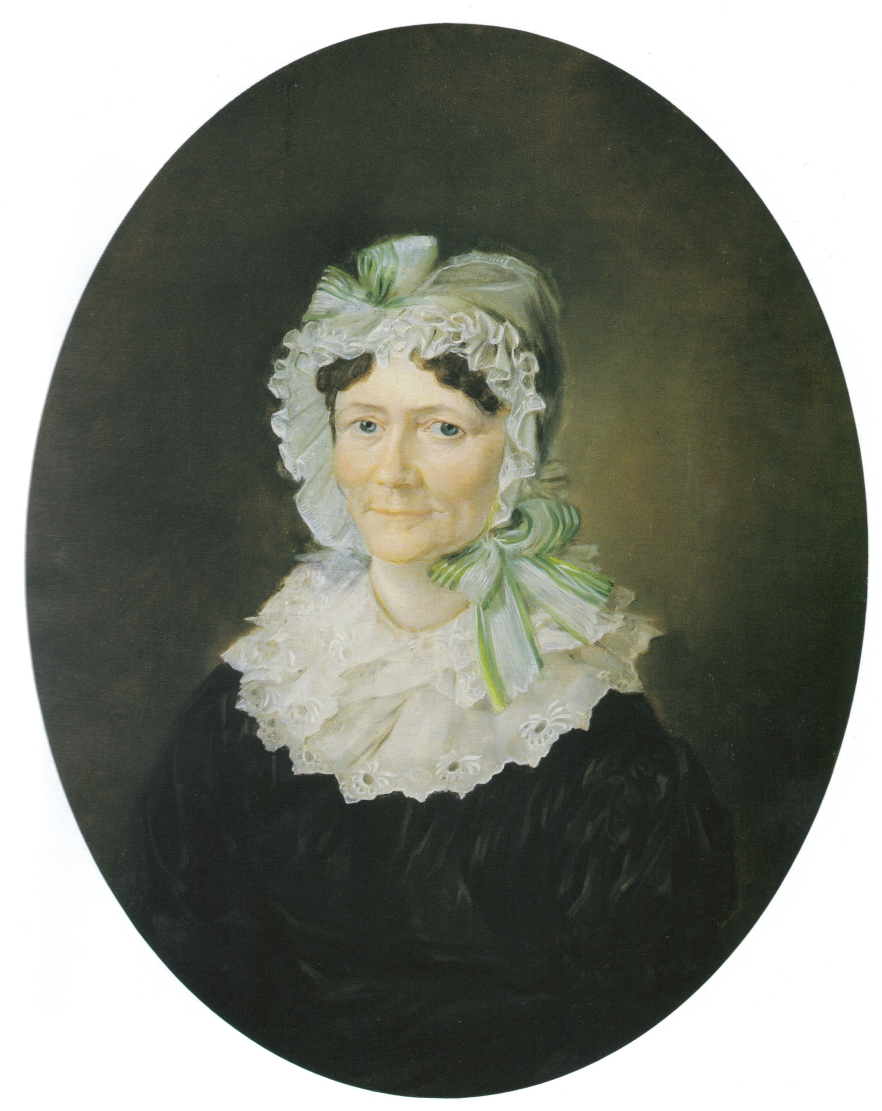
La mère de Matthias en 1820

Matthias naît le 21 août 1799 à Tønsberg, en Norvège. Il est le fils aîné de Carl Peter Stoltenberg (1767-1830), et Karen Mathea Bull (1775-1859). Il avait deux frères: Henrik et Christian Bull. 
Son père, issu d'une dynastie de marchands était l'un des hommes les plus riches de Tønsberg et poursuivit une carrière politique locale puis comme député. Il confie l'éducation de Matthias au prêtre Jacob Andreas Wille, ayant l'ambition que son fils devienne homme d'Etat.
À l'âge de dix ans, Matthias contracte la scarlatine dont les dommages entraînent sa surdité. Son père décide alors de l'envoyer à Copenhague où officie Peter Atke Castberg, un médecin danois ayant fondé une école dédiée aux sourds. Matthias étudie l'architecture auprès du constructeur royal Peter Krogh Bonsach Jessen et de l'architecte Peder Friis, puis la menuiserie. Il est reconnu compagnon par la guilde des charpentiers de Copenhague en 1822. 
Il suit des cours particuliers auprès du professeur Christian August Lorentzen de 1821 à 1824, qui a formé des élèves illustres comme Johan Christian Dahl et Martinus Rørbye. Matthias Stoltenberg aurait aussi été inspiré par le portraitiste Christian Albrecht Jensen.
En 1824, son père rencontre des difficultés financières et lui demande de rentrer à Tønsberg. Matthias réalise des portraits parmi les fréquentations de sa famille, mais ne parvient pas à percer comme peintre ou menuisier. La mort de son père est suivie de la faillite de la famille en 1830. Son oncle Vincent Stoltenberg Bull, prévôt de Vang l'introduit auprès de la bourgeoisie de l'Hedmark, qui figure parmi ses principaux clients. 
Matthias Stoltenberg voyage de paroisse en paroisse et réalise de nombreux portraits, mais est reconnu pour ses talents d'ébéniste. Il meurt dans la pauvreté en 1871 à Vang (fusionnée avec la commune de Hamar) où il s'était établi et est enterré à côté de l'église. Sa peinture est redécouverte grâce à Hans Ødegaard et Christian Krogh lors de l'exposition anniversaire de Frogner en 1914.
La Galerie nationale d'Oslo possède désormais une vingtaine de tableaux exécutés par Matthias Stoltenberg.

## Tableaux

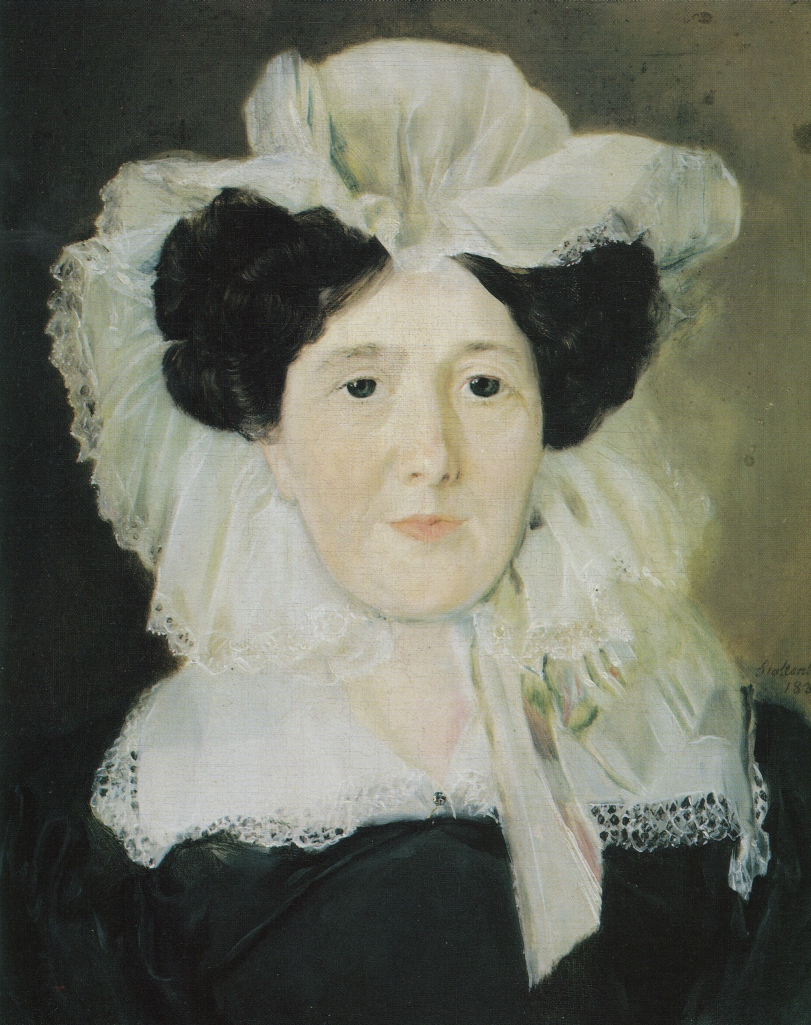
Portrait de Reinholdine Gram, født Boll (1832)
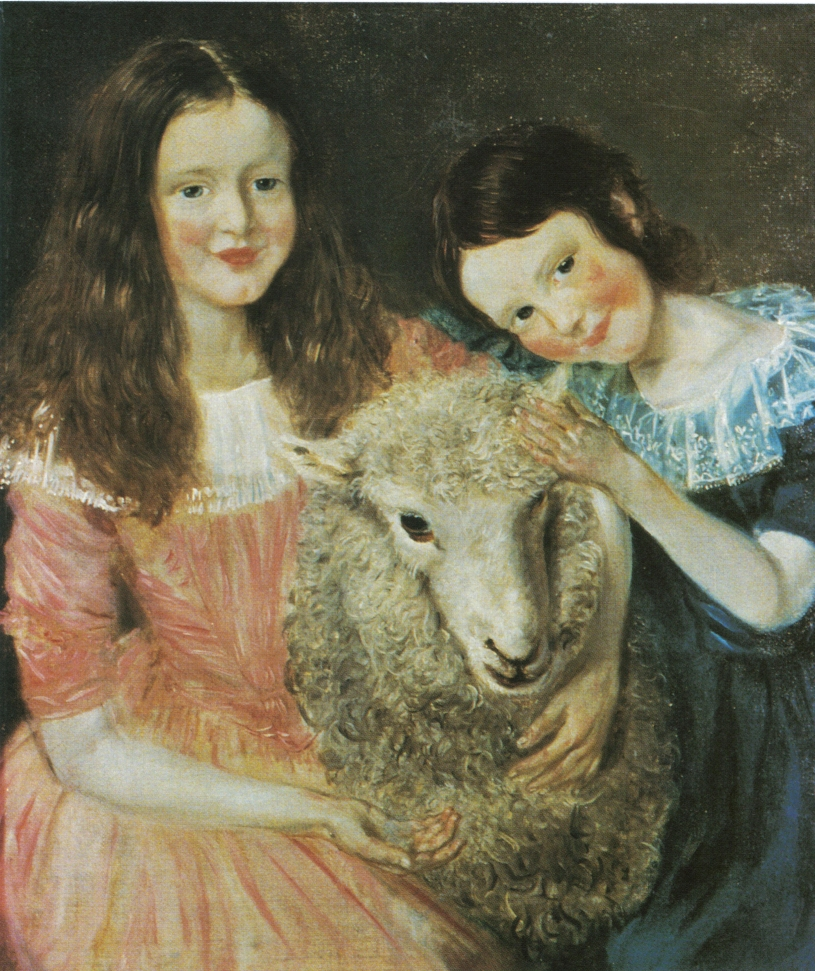
Portrait des sœurs Cathinca et Anna Elisabeth Glückstad (1844)
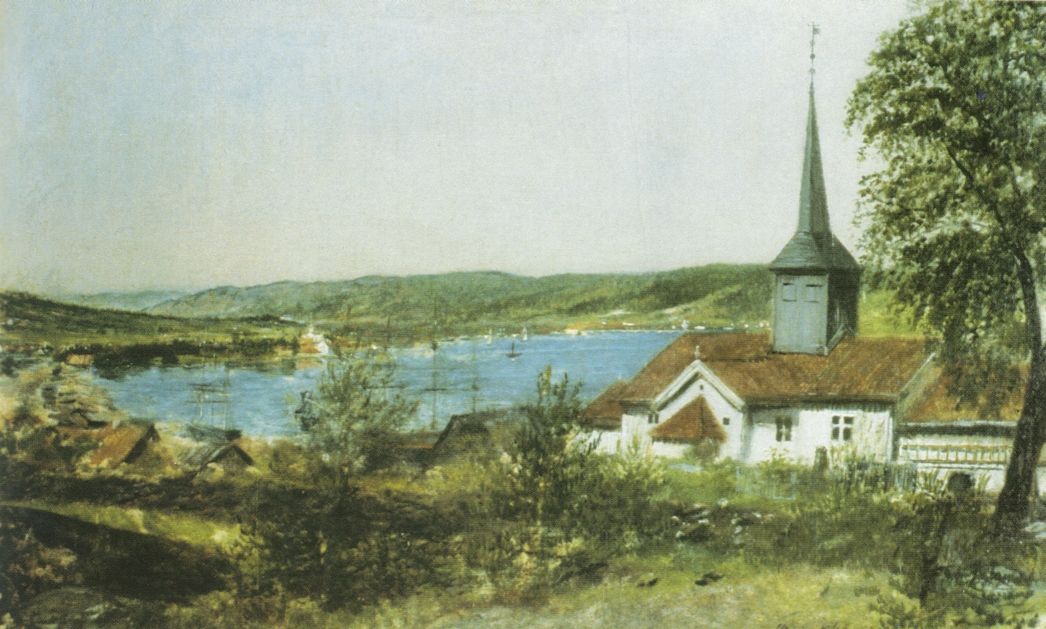
Strømsø avec l'ancienne église de Tangen (10 juin 1847)
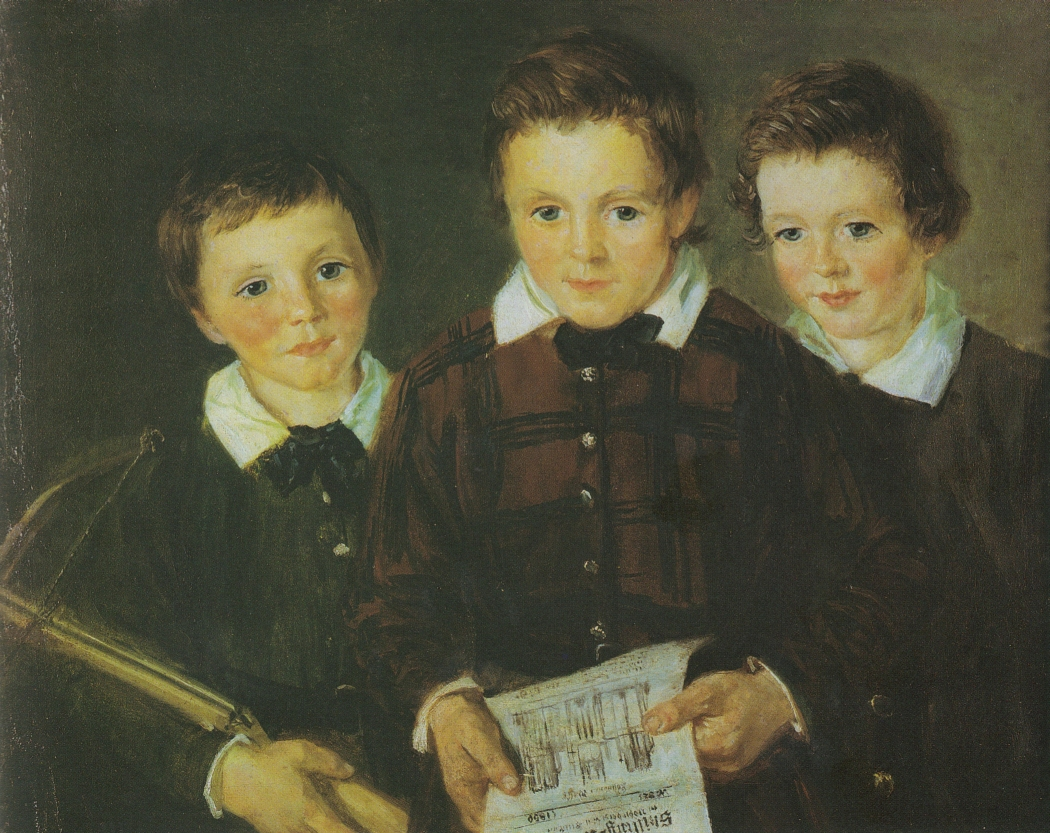
Portrait des frères Nicolai, Laurits et Christian Forseth (1850)
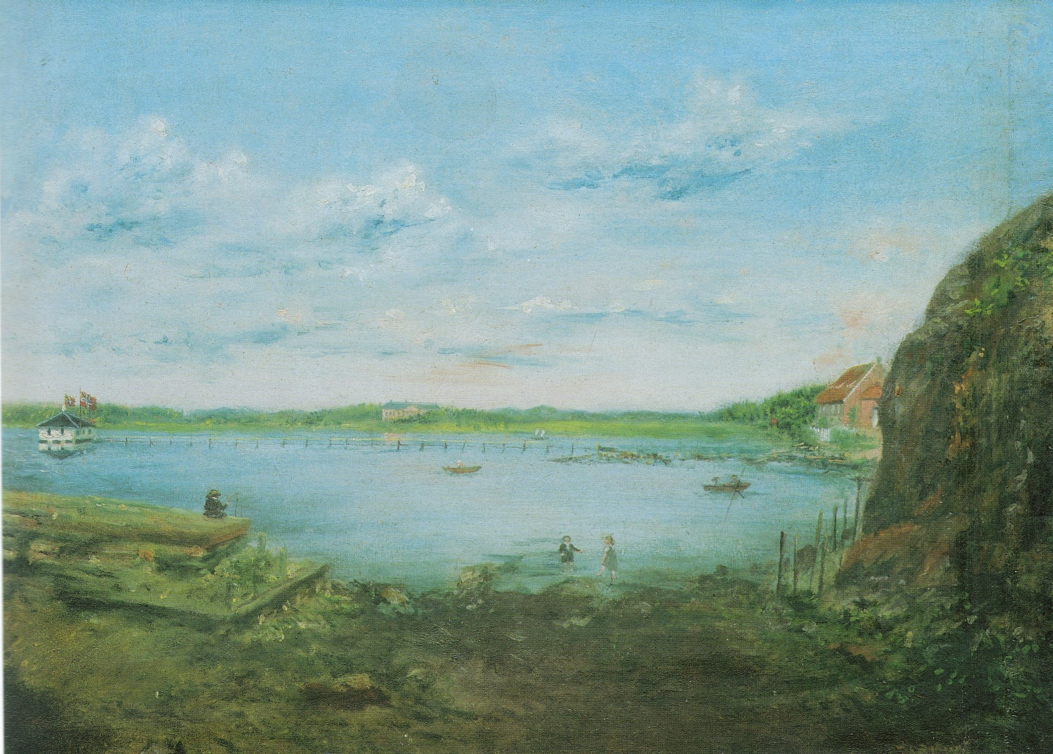
Vue de la ville au nord de Tønsberg vers Jarlsberg. (1850)
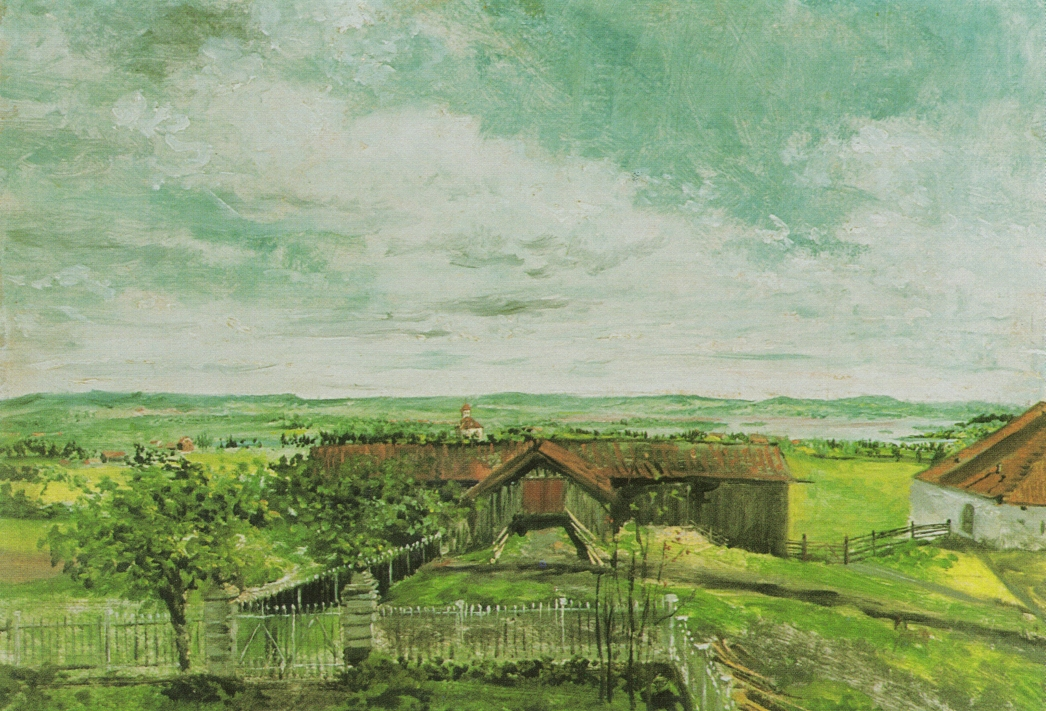
La ferme Torshaug à Vang, vue du premier étage vers la grange. (1860)